# Andrew Scott (acteur)
Andrew Scott (Dublin, 21 oktober 1976) is een Iers acteur.

## Carrière
Scott is vooral bekend door zijn vertolking van het personage Jim Moriarty in de BBC-serie Sherlock (2010–2017), waarvoor hij een BAFTA Award en een IFTA Award voor beste mannelijke bijrol ontving. Eerder had hij een IFTA Award gewonnen voor zijn rol in de film Dead Bodies uit 2003, en voor zijn bijrol in de film Pride (2014) kreeg hij een BIFA Award. In de James Bondfilm Spectre (2015) speelde Scott een van de slechteriken als het personage Max Denbigh. In 2024 speelde hij de titelrol in de Netflix-serie Ripley. Scott is ook vaak in het theater te zien; zo speelde hij in 2017 in het Almeida Theatre en het Harold Pinter Theatre de titelrol in Hamlet.